# شيماء مرتجي
شيماء مرتجي (مواليد 8 دجنبر 1995) هي لاعبة كرة قدم مغربية، تلعب كمهاجمة في نادي الجيش الملكي والمنتخب المغربي، من مواليد الدار البيضاء.

## السيرة الشخصية

### النادي
شيماء مرتجي لعبت لفريق الدفاع حساني الجديد قبل انضمامها إلى سبورتنغ الدار البيضاء في ديسمبر 2020، حيث شاركت في صعود النادي البيضاوي إلى البطولة الوطنية المغربية للسيدات لموسم 2021-2022 .

### المنتخب الوطني

#### منتخب المغرب
استدعيت شيماء مرتجي أول مرة للتدريب في فبراير 2022، خلال دورة كأس أمم إفريقيا 2022، وشاركت في سلسلة المباريات التحضيرية الودية، وكرمت من خلال اختيارها للعب للمرة الأولى ضد الكونغو بدلاً من ابتسام الجريدي في بداية الشوط الثاني.

#### كأس الأمم الإفريقية 2022
في يوليو 2022، احتفظ بها رينالد بيدروس في قائمة 26 لاعباً تم استدعاؤهم لكأس إفريقيا للأمم 2022. على الرغم من أنها جزء من المجموعة، إلا أنها لن تشارك في هذه النسخة التي تشهد تأهل المغرب لكأس العالم 2023، وهي الأولى في التاريخ.

## إحصائيات
يسرد الجدول التالي مباريات المنتخب المغربي التي شاركت فيها منذ 11 يونيو 2022.
| # | التاريخ       | الملعب                      | الخصم           | النتيجة | الدقائق | المُنافَسة    | الأهداف | التمريرات | النادي                      |
| - | ------------- | --------------------------- | --------------- | ------- | ------- | ----------- | ------- | --------- | --------------------------- |
| 1 | 11 يونيو 2022 | مركب مولاي عبد الله، الرباط | جمهورية الكونغو | 7 – 0   | 45      | مباراة ودية | 0       | 0         | نادي سبورتينغ الدار البيضاء |
| 2 | 18 يونيو 2022 | مركب مولاي عبد الله, الرباط | زامبيا          | 1 – 1   | 22      | مباراة ودية | 0       | 0         | نادي سبورتينغ الدار البيضاء |

## الإنجازات
سبورتينغ الدار البيضاء
- بطولة شمال إفريقيا : 2023

 الجيش الملكي
- بطولة شمال إفريقيا : 2024

 المغرب
- كأس أمم إفريقيا للسيدات :
  -  : 2022

### فردية
- أفضل لاعبة في البطولة الوطنية المغربية : 2023